# Schulenburg (Familienname)
Schulenburg ist ein deutscher Familienname.

## Namensträger
- Alexander von der Schulenburg (General) (1662–1733), Generalleutnant und Gouverneur von Celle
- Alexander von der Schulenburg-Emden (1762–1820), deutscher Großgrundbesitzer
- Alexander Friedrich Christoph von der Schulenburg (1720–1801), kaiserlicher Oberst
- Alexander Friedrich Georg von der Schulenburg (1745–1790), preußischer Staatsminister
- Alexander Jakob von der Schulenburg (1710–1775), kurfürstlich braunschweig-lüneburgischer Generalmajor
- Bernhard von der Schulenburg (Generalmajor) (1844–1929), deutscher Generalmajor
- Bernhard von der Schulenburg (Herrenmeister) († nach 1392), Generalpräzeptor/Herrenmeister des Johanniterordens der Ballei Brandenburg, siehe Johanniterorden #Liste der Herrenmeister der Balley Brandenburg
- Bernhard von der Schulenburg (Politiker) (1852–1936), deutscher Kavallerieoffizier, Landwirt und Politiker
- Bernhard von der Schulenburg-Altenhausen (1809–1872), deutscher Rittergutsbesitzer, Verwaltungsbeamter und Politiker
- Bertha von der Schulenburg (1861–1940), deutsche Krankenpflegerin und Wohlfahrtspflegerin
- Bodo Schulenburg (1934–2022), deutscher Regisseur und Schriftsteller
- Chris Schulenburg (* 1980), deutscher Politiker (CDU)
- Christoph von der Schulenburg (Bischof) (1513–1580), letzter katholischer Bischof von Ratzeburg
- Christoph von der Schulenburg (Landrat) (1712–1775), preußischer Hauptmann und Landrat
- Christoph III. von der Schulenburg (um 1502–1570), herzoglicher Rat in Braunschweig
- Christoph VII.  von der Schulenburg (um 1515–1588), Domherr in Havelberg
- Daniel von der Schulenburg (Amtmann) (1613–1692), Stadtvogt in Holzminden und Amtmann in Nienover
- Daniel Bodo von der Schulenburg (1662–1732), königlich-polnischer und kurfürstlich-sächsischer Generalleutnant und Erb-, Lehn- und Gerichtsherr auf Dehlitz
- Daniel Levin Andreas von der Schulenburg (1690–1752), Landrat des Kreises Greifenhagen
- Dietrich von der Schulenburg (Politiker) (1849–1911), deutscher Standesherr und Politiker
- Ernst von der Schulenburg-Wolfsburg (1832–1878), deutscher Gutsbesitzer und Politiker
- Ferdinand Ludwig von der Schulenburg-Oeynhausen (1699–1754), österreichischer General-Feldzeugmeister
- Friedrich von der Schulenburg (Drost) (1711–1765), Landdrost mit Wirkungsorten Harburg bei Hamburg und Celle
- Friedrich von der Schulenburg (Politiker) (Friedrich von der Schulenburg-Angern; Friedrich Christoph Daniel Graf von der Schulenburg; 1769–1821), preußischer Verwaltungsjurist und erster Regierungspräsident des Regierungsbezirks Magdeburg, Provinz Sachsen
- Friedrich Achaz von der Schulenburg-Hehlen (1647–1701), Geheimer Rat, Diplomat, Hofrichter und Berghauptmann
- Friedrich Albrecht von der Schulenburg (1772–1853), kursächsischer, später königlich-sächsischer Diplomat und Minister
- Friedrich Albrecht Graf von der Schulenburg (1801–1869), Mitglied des preußischen Herrenhauses, siehe Albrecht von der Schulenburg
- Friedrich (Fritz) Graf von der Schulenburg-Angern (1843–1921), Landrat und Mitglied des Preußischen Herrenhauses, siehe Fritz von der Schulenburg (Landrat)
- Friedrich Gottlob Jakob von der Schulenburg (1818–1893), Landrat im Kreis Osterburg
- Friedrich-Werner Graf von der Schulenburg (1875–1944), deutscher Diplomat und Widerstandskämpfer des 20. Juli 1944
- Friedrich Wilhelm von der Schulenburg (1699–1764), preußischer Hauptmann und Gutsherr
- Friedrich Wilhelm von der Schulenburg-Kehnert (1772–1815), preußischer Offizier General der Kavallerie und Minister beim Generaldirektorium und beim Oberkriegskollegium
- Fritz Schulenburg (1894–1933), deutscher Widerstandskämpfer
- Fritz von der Schulenburg (Student) (1591–1613), deutscher Student
- Fritz von der Schulenburg (Landrat) (Friedrich Wilhelm Christian Daniel von der Schulenburg-Angern; 1843–1921), deutscher Landrat und Politiker
- Fritz-Dietlof von der Schulenburg (1902–1944), deutscher Offizier und Widerstandskämpfer
- Georg Schulenburg (1872–1963), deutscher Kaufmann und Politiker, MdR
- Gebhard von der Schulenburg-Wolfsburg (1763–1818), deutscher Politiker, Präsident der Reichsstände des Königreichs Westphalen
- Gebhard Friedrich Casimir von der Schulenburg (1734–1798), kurfürstlich-sächsischer und königlich-polnischer Kammerherr
- Gebhard Werner von der Schulenburg (1722–1788), Hofmarschall am preußischen Hofe
- Gerhard Schulenburg (1926–2013), deutscher Fußballschiedsrichter
- Günzel Graf von der Schulenburg-Wolfsburg (1934–2018), deutscher Landwirt, Unternehmer, Pferdesportler und Sportfunktionär
- Günther von der Schulenburg (Politiker) (1819–1895), deutscher Gutsbesitzer und Politiker
- Günther von der Schulenburg (Offizier) (1865–1939), deutscher Offizier, Publizist und Homosexuellen-Aktivist
- Günther von der Schulenburg-Hehlen (1859–1935), sächsischer Generalleutnant
- Günther Graf von der Schulenburg-Wolfsburg (1891–1985), deutscher Guts- und Schlossbesitzer
- Gustav von der Schulenburg-Priemern (1814–1890), deutscher Diplomat
- Gustav Schulenburg (1874–1944), deutscher Gewerkschafter
- Gustav Adolf von der Schulenburg (1632–1691), deutscher Adliger, Kammerfunktionär und Erbherr auf Emden
- Heddo Schulenburg (1928–2008), deutscher Schauspieler
- Heinrich Schulenburg (1811–1859), deutscher Politiker
- Heinrich Hartwig von der Schulenburg (1705–1754), sardinischer Generalmajor
- Heinrich Joachim von der Schulenburg (1610–1665), letzter Landvogt der Niederlausitz
- Hermann von der Schulenburg (General) (1794–1860), preußischer Generalleutnant
- Hermann von der Schulenburg (Geistlicher) (1829–1865), preußischer Offizier und Kapuziner
- Jens Schulenburg (* 1970), deutscher Hörfunkmoderator
- Karl Ludwig von der Schulenburg (1799–1880), deutscher Gutsbesitzer, Versicherungsmanager und Politiker
- Leopold von der Schulenburg (1769–1826), deutscher Landrat, Gutsbesitzer und Politiker
- Levin von der Schulenburg (1581–1640), deutscher Landrat
- Levin Friedrich V. von der Schulenburg (1801–1842), deutscher Kammerherr, Majoratsherr und Politiker
- Lutz Schulenburg (1953–2013), deutscher Verleger
- Marnie Schulenburg (1984–2022), US-amerikanische Schauspielerin
- Matthias von der Schulenburg (1578–1656), schwedischer Rat und Oberhauptmann des Holzkreises
- Matthias Johann von der Schulenburg (1661–1747), Generalfeldmarschall im Dienste der Republik Venedig
- Michael von der Schulenburg (Physiker) (1903–1958), deutscher Physiker
- Michael von der Schulenburg (Diplomat) (* 1948), deutscher UN-Diplomat
- Otto von der Schulenburg (Generalmajor) (1834–1923), deutscher Generalmajor
- Otto von der Schulenburg (Politiker) (1888–1972), deutscher Jurist und Politiker (NSDAP)
- Paul Schulenburg (1871–1937), deutscher Textilfabrikant und Kunstmäzen
- Peter Schulenburg (1939–2025), deutscher Fluchthelfer
- Rudolf Graf von der Schulenburg-Wolfsburg (* 1937), deutscher Industriemanager und Automobilclubfunktionär
- Theodor Schulenburg (1831–1911), deutscher Pädagoge und plattdeutscher Schriftsteller
- Tisa von der Schulenburg (1903–2001), bildende Künstlerin und Ordensschwester
- Ulrich N. Schulenburg (* 1941), österreichischer Verleger
- Werner von der Schulenburg (Statthalter) (1460–1515), deutscher Adliger und Staatsmann
- Werner von der Schulenburg (Feldmarschall) (1679–1755), dänischer Feldmarschall, Politiker und Diplomat
- Werner von der Schulenburg-Wolfsburg (1792–1861), deutscher Gutsbesitzer und Politiker
- Werner von der Schulenburg (Politiker, 1829) (1829–1911), deutscher Offizier und Politiker, MdR
- Werner von der Schulenburg (General) (1836–1903), deutscher Generalleutnant
- Werner von der Schulenburg (Politiker, 1841) (1841–1913), deutscher Landrat und Politiker, MdR
- Werner von der Schulenburg (Autor) (1881–1958), deutscher Schriftsteller, Theaterautor und Publizist
- Werner von der Schulenburg-Hehlen (1847–1931), deutscher Rittergutsbesitzer und Politiker (DHP), MdR
- Werner Graf von der Schulenburg (Diplomat) (* 1929), deutscher Diplomat
- Werner-Karl-Hermann Graf von der Schulenburg-Wolfsburg (1857–1924), deutscher Adliger und Unternehmer